# Nicolaï Vladimirovitch Krylov
 (avril 2024).
Si vous disposez d'ouvrages ou d'articles de référence ou si vous connaissez des sites web de qualité traitant du thème abordé ici, merci de compléter l'article en donnant les références utiles à sa vérifiabilité et en les liant à la section « Notes et références ».
Ne doit pas être confondu avec Nikolaï Mitrofanovitch Krylov.
Nicolaï Vladimirovitch Krylov (en russe : Никола́й Влади́мирович Крыло́в ; né le 5 juin 1941 à Soudogda) est un mathématicien russe spécialisé dans les équations aux dérivées partielles, en particulier les équations aux dérivées partielles stochastiques et les processus de diffusion.

## Biographie
Nicolaï Krylov a étudié à l'Université Lomonossov, où il a obtenu en 1966 sous la direction d'Eugene Dynkin un titre de docteur et en 1973 un doctorat russe (doktor nauk). Il a enseigné de 1966 à 1990 à l'Université Lomonossov et est, depuis 1990, professeur à l'Université du Minnesota, émérite depuis 2021.

## Recherche
Au début de sa carrière scientifique (à partir de 1963), il a travaillé, en collaboration avec Dynkin, sur la théorie du contrôle stochastique non linéaire, réalisant des progrès dans l'étude des équations partielles convexes  non linéaires du 2e ordre (c'est-à- dire les équations de Bellman), examinées avec des méthodes stochastiques. Ces recherches  ont conduit à l'élaboration de la théorie d'Evans-Krylov, pour laquelle il a reçu avec Lawrence C. Evans en 2004 le prix Leroy P. Steele  de l'American Mathematical Society, décerné pour les travaux effectués simultanément et indépendamment par Krylov et Evans. Ils ont prouvé la différentiabilité au second ordre ( continuité de Hölder de la dérivée seconde) des solutions d'équations aux dérivées partielles elliptiques  du second ordre convexes, totalement non linéaires et ont ainsi ainsi établi l'existence de solutions dites « solutions classiques » (théorème d'Evans-Krylov).

## Prix et distinctions
En 2994, il a reçu avec Lawrence C. Evans le prix Leroy P. Steele.
Nicolaï Krylov a été conférencier invité  au Congrès international des mathématiciens  de Helsinki en 1978 et en 1986 à l'ICM de Berkeley. Il a reçu le prix de recherche Humboldt en 2001. En 1993, il est élu membre de l'Académie américaine des arts et des sciences.

Il est membre correspondant de la Royal Society of Edinburgh depuis 2007.
Il ne faut pas confondre Nicolaï Vladimirovitch Krylov (né en 1941) et le mathématicien Nikolaï Mitrofanovitch Krylov (né en 1879).

## Publications (sélection de livres)
- Sobolev and viscosity solutions for fully nonlinear elliptic and parabolic equations, American Mathematical Society, coll. « Mathematical surveys and monographs Applied mathematics » (no 233), 2018, xiv+ 441 (ISBN 978-1-4704-4740-3, zbMATH 1401.35001)

- avec Vladimir I. Bogačev, Michael Röckner et Stanislav V. Shaposhnikov, Fokker-Planck-Kolmogorov equations, American Mathematical Society, coll. « Mathematical surveys and monographs » (no 207), 2015, xii+479 (ISBN 978-1-4704-2558-6, zbMATH 1342.35002)

- Lectures on elliptic and parabolic equations in Sobolev spaces, American Mathematical Society, coll. « Graduate studies in mathematics » (no 96), 2008, xviii + 357 (ISBN 978-0-8218-4684-1, zbMATH 1147.35001)

- Introduction to the theory of random processes, American mathematical society, coll. « Graduate studies in mathematics » (no 43), 2002, xii+230 (ISBN 978-0-8218-2985-1, MR 1885884)

- Introduction to the theory of diffusion processes  (trad. Valim Khidekel et Gennady Pasechnik), American Mathematical Society, coll. « Translations of mathematical monographs » (no 142), 1999, xii+271 (ISBN 978-0-8218-4600-1, MR 1311478)
- Nonlinear elliptic and parabolic equations of the second order  (trad. P. L. Buzytsky), Dordrecht, D. Reidel Publishing Co., coll. « Mathematics and its applications. Soviet series » (no 7), 1987, xiv+462 (ISBN 978-90-277-2289-8, MR 0901759)